# 低自放电镍氢充电电池
低自放电镍氢充电电池（LSD NiMH）于2005年11月推出。它降低了自放电消耗，因此比起普通镍氢充电电池能够保存更长时间的电力。通过使用新的分离器，生产商表示在20°C（68 °F）的条件下，一年后电池仍将保存70-85%的电量。
低自放电镍氢充电电池主要用于摄影及其他高能量需求的电器中。由于其低自放电的特性，它也适用于长期小电流放电使用，哪怕充电间隔时间长达一年，这明显好于普通镍氢充电电池。因此它也可以用于电子鐘及遥控器中。
除了长时间保存电力以及略为偏高的价格外，它也有着和普通镍氢充电电池相当的容量，并且能用普通镍氢充电器为其充电。

## 电量保持
低自放电镍氢充电电池通常在20°C（68 °F）的条件下，6个月后将保存90%的电量，1年后保存85%的电量，2年后保存70%的电量

## 品牌
市场上低自放电镍氢充电电池的品牌有20多个，目前的主要生产商有三洋，金山(GP)，汤浅，金峰航，倍特力，欧力。